# Seberang Pebenaan
Seberang Pebenaan is een bestuurslaag in het regentschap Indragiri Hilir van de provincie Riau, Indonesië. Seberang Pebenaan telt 3828 inwoners (volkstelling 2010).